# Daniel Paladini

Daniel Paladini (Northridge, California, 11 de noviembre de 1984) es un futbolista estadounidense. Juega como mediocampista y actualmente milita en el Chicago Fire de la MLS.

## Carrera

### Colegiales
Paladini fue llamado dos veces a una selección todo-estatal como alto schooler en el San Instituto de Francisca en 2000 y 2001, y el fútbol de club jugado para Verdadero SoCal muchos años. En Cal State Northridge él era un primer equipo la selección Todo-grande de Oeste en 2004 y 2005, y anotó siete objetivos y añadió cuatro ayuda en 2005 por el camino al centrocampista de Conferencia Grande de Oeste de los honores de año.

### Profesional
Paladini fue firmado a LA Galaxy en su lista del desarrollo en mayo de 2006, que ha sido la última selección del club de la segunda ronda (24 total) del 2006 MLS Suplemental Draft. Él jugó tanto para la Galaxy como para C.D. Chivas USA. durante la temporada 2006, y era un substituto llamado muchas veces para la Galaxy, pero nunca apareció para ningún primer equipo, y fue renunciado por la Galaxy al final de la temporada.
Paladini jugó para San Fernando Valley Quakes en la Primera Liga de Desarrollo USL en 2007, la notación 3 objetivos en 14 apariciones y ayuda del equipo alcanzan los partidos de desempate PDL, antes de la recolección encima de por EE. UU. Chivas el 26 de marzo de 2008, y firmado a la lista del desarrollo para la temporada 2008.  Él hizo su estreno MLS el 11 de mayo de 2008, que viene sobre como un 68 substituto de minuto de Jesse Marsch en una 2-1 derrota a la New England Revolution.
El 9 de febrero de 2009, Paladini se unió a Carolina RailHawks para la temporada 2009. Él continuó a jugar un papel fundamental en 2009 de Carolina y 2010 campañas, que figuran en 57 juegos y notación 10 objetivos mientras siendo llamado al Liga el Mejor XI ambos años, así como siendo llamado MVP del club en 2009 y el Jugador Ofensivo del Año en 2010. Paladini devuelto para Especializarse el Fútbol de Liga en 2011 cuando él firmó con el Chicago Fire el 10 de enero de 2011.

## Clubes
| Club                       | País    | Año           |
| -------------------------- | ------- | ------------- |
| LA Galaxy                  | EE. UU. | 2006          |
| San Fernando Valley Quakes | EE. UU. | 2007          |
| Chivas USA                 | EE. UU. | 2008          |
| Carolina RailHawks         | EE. UU. | 2009-2010     |
| Chicago Fire               | EE. UU. | 2011-presente |

- Datos: Q5218380
- Multimedia: Daniel Paladini / Q5218380